# Ivan Dreyfus
Ivan Dreyfus (Aarburg, 24 giugno 1884 – Neuilly-sur-Seine, 8 febbraio 1975) è stato un calciatore svizzero, di ruolo portiere.